# عامر جمیل
عامر جمیل (انگلیسی: Amer Jameel؛ زادهٔ ۱ ژوئیهٔ ۱۹۴۵) بازیکن فوتبال اهل عراق بود.
وی همچنین در تیم ملی فوتبال عراق بازی کرده‌است.